# Safiental GR

Luftbild von Werner Friedli (1949)

Safiental (rätoromanisch Val Stussavgiaⓘ) ist der Name einer politischen Gemeinde in der Region Surselva des Schweizer Kantons Graubünden. 

## Geographie
Das gleichnamige Tal erstreckt sich in nord-südlicher Richtung von der Einmündung der  Rabiusa in den Vorderrhein bis zum Safierberg am Übergang nach Splügen.
Zur Gemeinde Safiental gehören die bis zum 31. Dezember 2012 eigenständigen vier Gemeinden Safien, Tenna, Valendas und Versam.

## Galerie

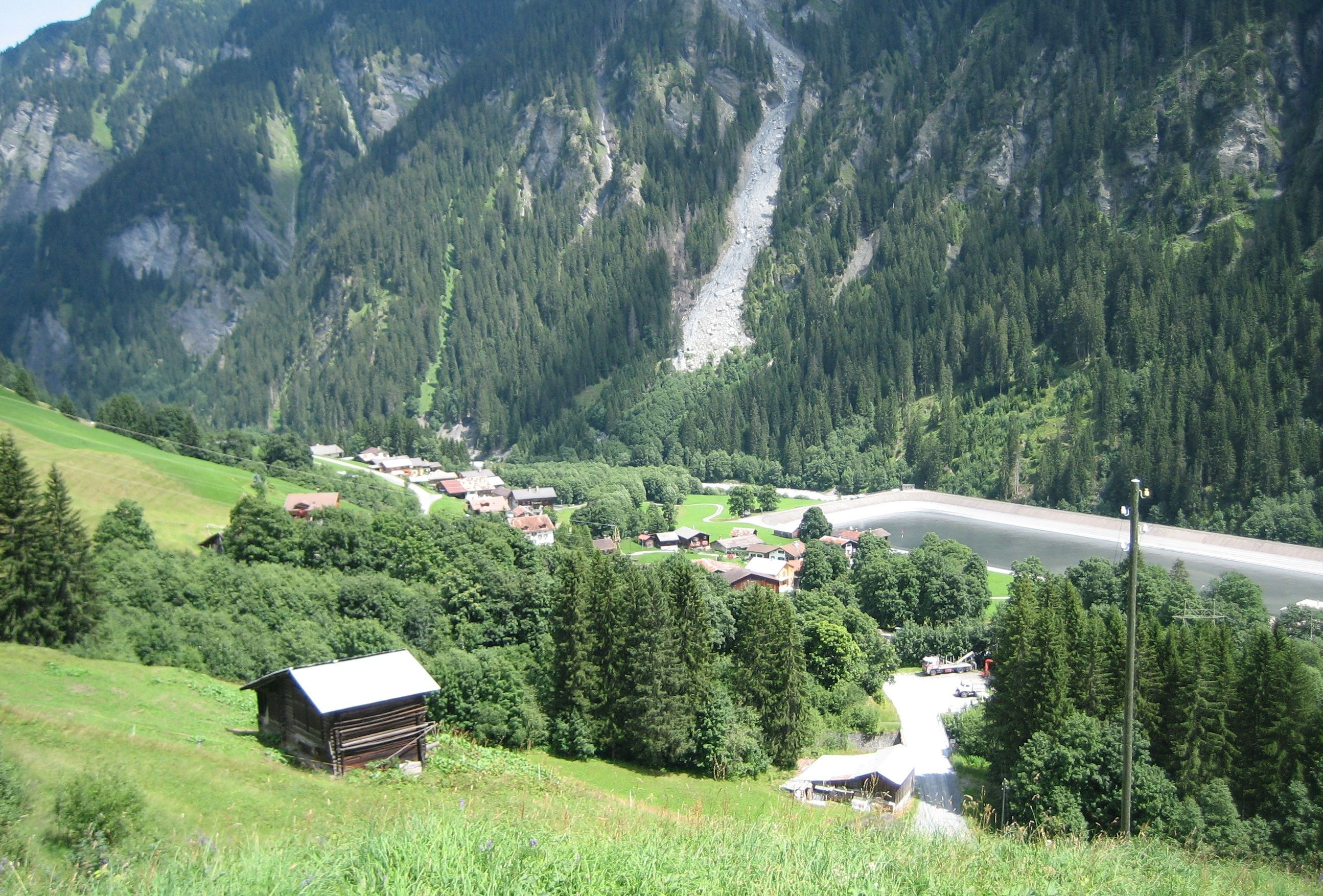
Safien Platz
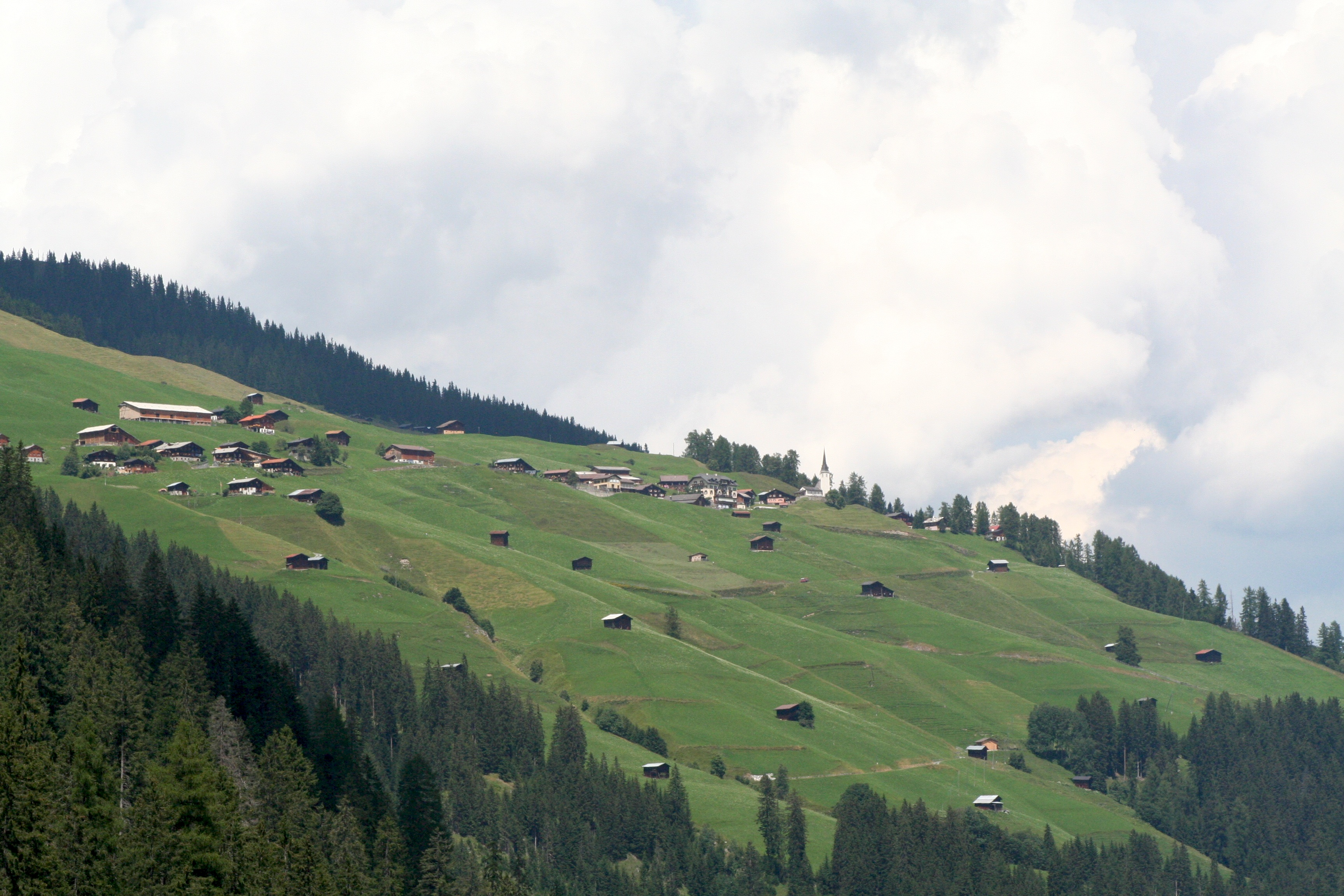
Tenna
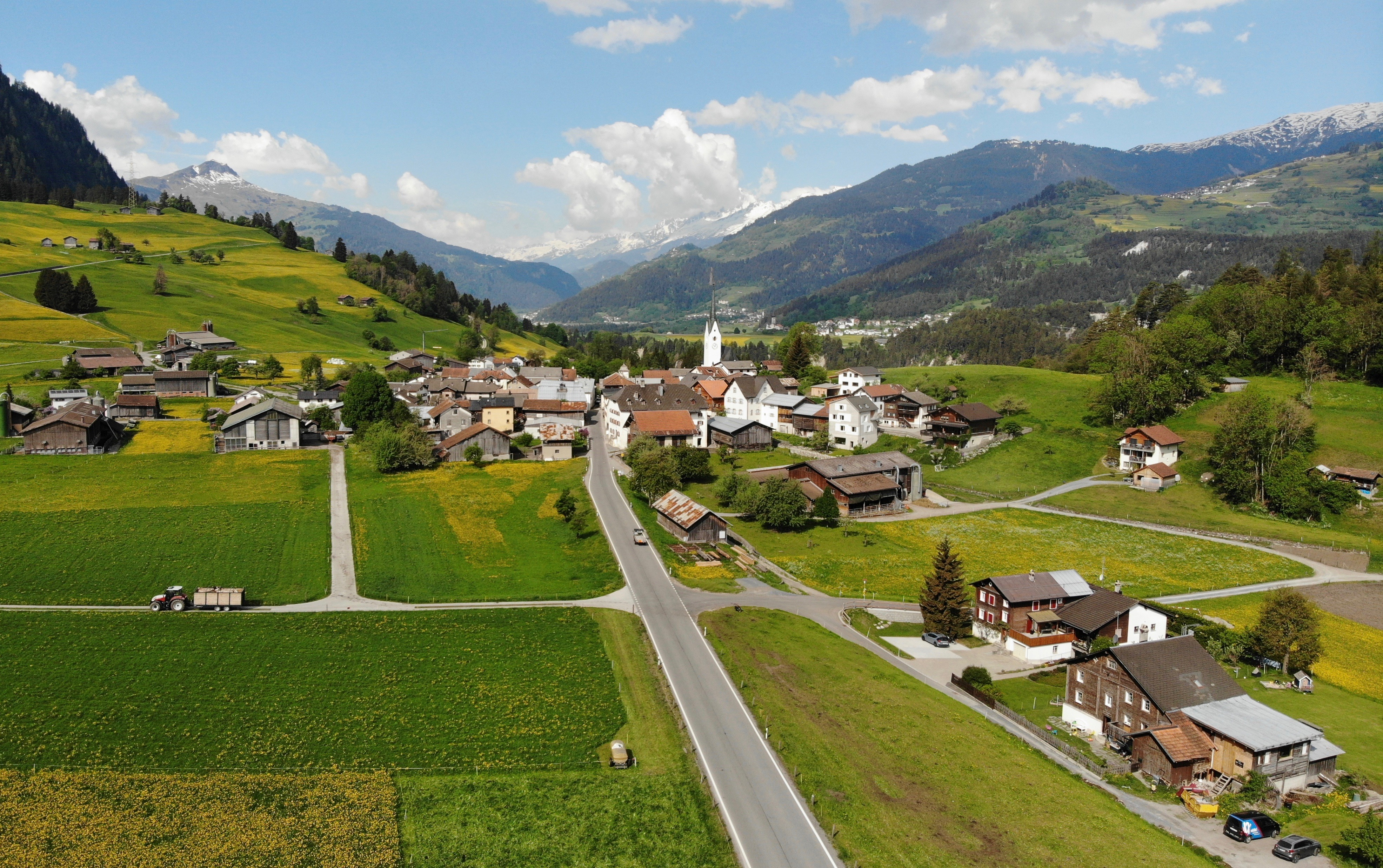
Valendas
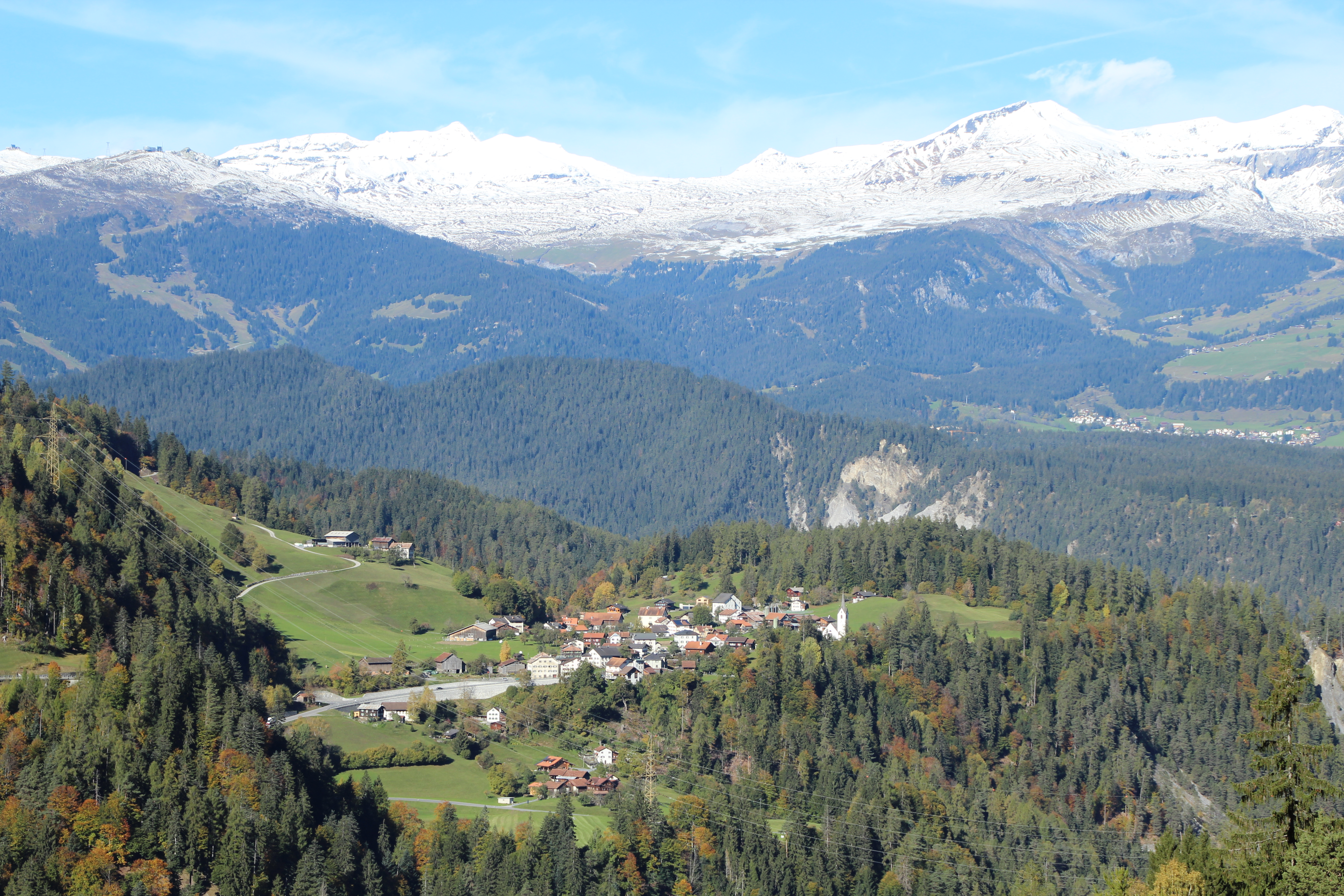
Versam